# 尼德特
尼德特是德国莱茵兰-普法尔茨州的一个市镇。总面积2.21平方公里，总人口139人，其中男性66人，女性73人（2011年12月31日），人口密度63人/平方公里。